# الطبل الكبير
الطبل الكبير أو طبل البيس (بالإنجليزية: bass drum) يتألف من إطار خشبي دائري تشد عليه من الجهتين قطعة من الجلد كما يشد على إحدى الجهتين سلك أو وتر جلدي، ويتم حمل الطبلة الكبيرة بواسطة نطاق جلدي، ويستخدم الطبال لقرع الطبلة الكبيرة بيده اليمنى عصا ذات رأس كروي من اللباد أو الخشب لقرع الطبلة، أما بيده اليسرى فيقوم باستخدام عصا أو ذراع من الخيزران من دون رأس. أما في طقم الطبول فتضربها عصا رأسها مغطى باللباد تحركها دواسة يضغط عليها بالرجل اليمنى. والطبل هو آلة إيقاعية تستخدم في عدة فرق منها فرقة الجاز، والفرق العسكرية والأوركسترا.